# Leggadina
Leggadina is een geslacht van knaagdieren uit de muizen en ratten van de Oude Wereld dat voorkomt in het midden en noorden van Australië. Hoewel ze volgens sommige genetische analyses niet nauw verwant zijn aan de andere Australische Muridae, zijn ze volgens recentere analyses veel nauwer verwant aan Pseudomys dan aan Hydromys, die tot dezelfde algemene groep behoort. Pseudomys delicatulus en Pseudomys hermannsburgensis worden soms tot Leggadina gerekend, maar daar zijn geen goede redenen voor.
Beide soorten lijken sterk op elkaar; ze hebben allebei een geelbruine rug, een witte buik en een korte, lichtroze staart. De kop-romplengte bedraagt 65 tot 100 mm, de staartlengte 40 tot 70 mm, de achtervoetlengte 14 tot 19 mm, de oorlengte 11 tot 14 mm en het gewicht 15 tot 25 gram. Vrouwtjes hebben 0+2=4 mammae.
Er zijn twee soorten:
- Leggadina forresti (binnenlanden van Australië)
- Leggadina lakedownensis (Noordwest-West-Australië tot Noordoost-Queensland)